# Oriola KD
Oriola KD — фінський фармацевтичний дистриб'ютор.

## Власники та керівництво
Найбільші акціонери — Varma Mutual Pension Insurance Company (4,62% голосуючих акцій), Mutual Insurance Company Eläke-Fennia (4,18%), Ilmarinen Mutual Pension Insurance Company (4,11%).